# York Factory (Manitoba)

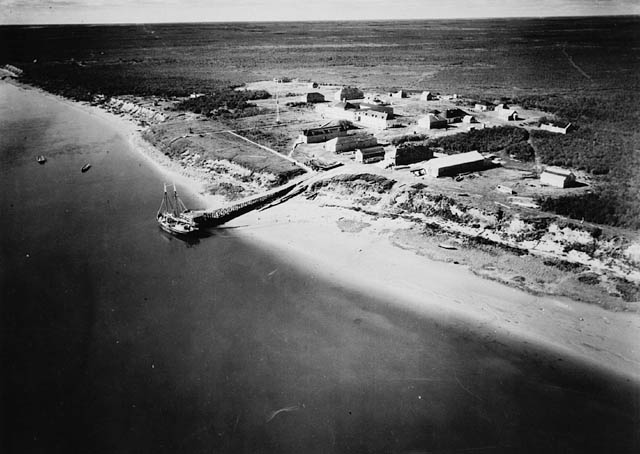
Luftbild um 1925

York Factory war eine Siedlung an der südwestlichen Küste der Hudson Bay im Nordosten Manitobas in Kanada an der Mündung des Hayes River, rund 220 km südsüdöstlich des heutigen Churchill. York Factory war bis 1957 das Hauptquartier der Hudson’s Bay Company (HBC) in Nordamerika, ist heute aber nicht mehr dauerhaft bewohnt.
Bei seiner Schließung wurde die indigene Gemeinschaft, die eng mit dem Pelzhandel verbunden war, die spätere York Factory First Nation von der Regierung verlegt. Die Gebäude der HBC befinden sich heute im Besitz der kanadischen Regierung und werden von Parks Canada  verwaltet. Heute hat niemand mehr seinen Wohnsitz an dem Ort, die Gebäude dienen nur noch als Sommerresidenz für die Mitarbeiter von Parks Canada und in der Nähe befindet sich eine Unterkunft für Jäger. Die hölzernen Gebäude wurden 1831 erbaut und sind die ältesten und größten hölzernen Bauten Kanadas auf Permafrost-Boden.

## Geschichte
Vom 17. bis zum 19. Jahrhundert war der Ort die Basis des Fellhandels und anderer Geschäfte der HBC mit den Indianern in Ruperts Land, dem riesigen Entwässerungsbecken der Hudson Bay, die einen Großteil des heutigen Kanada bildet.
Das erste Hauptquartier der HBC, Fort Nelson, wurde an der Mündung des nahen Nelson River 1682 erbaut. Die Einweihung des Forts provozierte eine schnelle Reaktion von Frankreich, das seine Seestreitkräfte 1684 zur Hudson Bay sandte, um das Fort zu erobern und zu zerstören. Die Firma baute ein zweites Fort am Hayes River und benannte es nach dem Duke of York. Im Jahr 1697 begann die größte Arktische Seeschlacht in der Nordamerikanischen Geschichte, in dem die Franzosen das Fort einnahmen und nach Fort Bourbon umbenannten. Die Französischen Kräfte hatten in der Seeschlacht mit den drei englischen Kriegsschiffen schwere Verluste zu verzeichnen und nahmen mit letzten Kräften das Fort ein. Sie erlangten den Sieg, indem sie erfolgreich den Anschein erweckten, die stärkere Kraft zu sein. Fort Nelson wurde den Briten 1713 als Teil des Friedens von Utrecht zurückgegeben. Nach 1713 wurden die Hauptquartiere zur heutigen Stelle an die Mündung des Hayes River verlegt.
Zwischen den 1820er Jahren und den 1840er Jahren war der Posten Start- bzw. Endpunkt des York Factory Express, einer Fernhandelsroute zum Fort Vancouver im Columbia District.
Der ehemalige Handelsposten wurde am 28. Mai 1936 zur National Historic Site of Canada erklärt.